# Happy End (musikgrupp)
Happy End (はっぴいえんど) var ett japanskt folk/rock-band som existerade mellan 1970 och 1973. Medlemmarna i bandet var Haruomi Hosono (細野晴臣) (basgitarr, sång) och Takashi Matsumoto (松本隆) (trummor) från bandet Apryl Fool, Eiichくけさかi Ohtaki (大瀧詠一) (gitarr, sång), och Shigeru Suzuki (鈴木茂) (guitar, vocals).かかきえくこかて Första skivbolaget de signerade kontrakt med var "URC Records", senare skrev de kontrakt med "Bellwood Records". Efter bandets upplösning skapade Hosono bandet Yellow Magic Orchestra. Bandets låt "Kaze Wo Atsumete" var med på soundtracket till Lost In Translation.

## Album
- Happy End (はっぴいえんど), 1970
- Kazemachi Roman (風街ろまん) 1971
- Happy End, 1973
- City - Happy End Best Album (CITY／はっぴいえんどベスト・アルバム), 1973
- Live Happy End (ライブ・はっぴいえんど」), 1974
- Singles (シングルス), 1974
- Best Collection (ベスト・コレクション) 197?
- Happy End Story (はっぴいえんどストーリー), 1982
- Happy End & Kazemachi Roman (はっぴいえんど&風街ろまん), 1984
- The Happy End, 1985
- Best (ベスト), 1985
- Greeeatest Live! On Stage, 1986
- Live On Stage, 1989
- Happy End Best (はっぴいえんどベスト), 1993
- Happy End (はっぴいえんど), 1993

Singlar: 
- 12 Gatsu No Ame No Hi (１２月の雨の日), 1971

Hanaichimonme (花いちもんめ), 1971 
- Sayonara America Sayonara Nippon (さよならアメリカさよならニッポン), 1973
- Ashita Tenki Ni Naare / Kaze Wo Atsumete / Ayakashi No Dohbutsuen (Live Version) (あしたてんきになあれ／風をあつめて／あやか市の動物園(ライヴ・ヴァージョン)), 1999